# Ecaterina Szabó

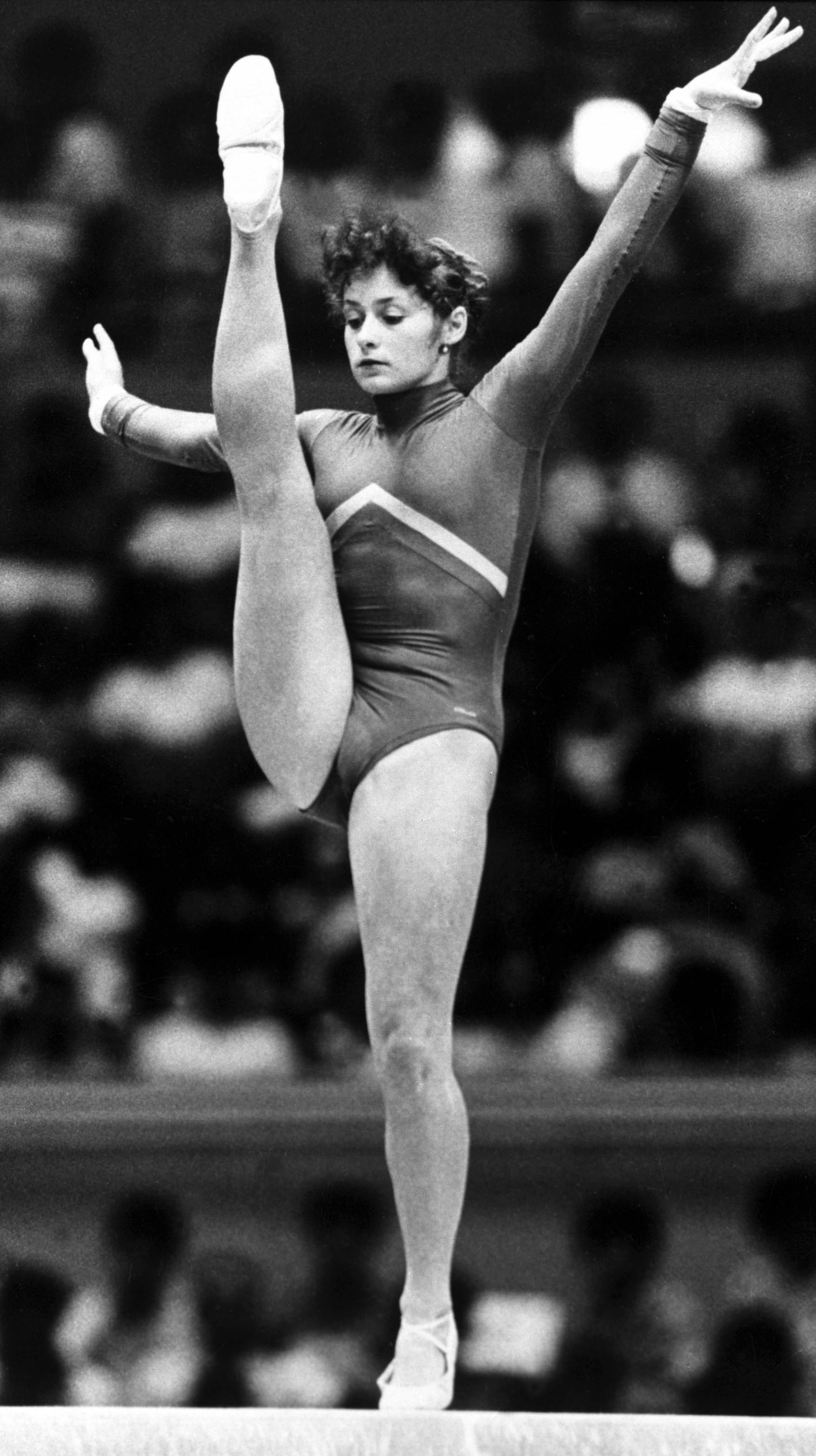
Ecaterina Szabó 1985

Ecaterina Szabó, ungarisch Szabó Katalin, (* 22. Januar 1968 in Zagon, Kreis Covasna) ist eine ehemalige rumänische Kunstturnerin und derzeitige Trainerin.  Sie ist Angehörige der ungarischen Minderheit im Szeklerland. Sie war mehrfache Olympiasiegerin sowie Welt- und Europameisterin.

## Karriere
Ecaterina Szabó Geburtsjahr wurde von den rumänischen Behörden zunächst als 1967 angegeben, um sie bei internationalen Meisterschaften starten lassen zu können. Szabó wurde siebenfache Goldmedaillengewinnerin bei den Junioren-Europameisterschaften 1980 und 1982. Ihre Erfolgsserie setzte sich dann auch bei den Europameisterschaften 1983 in Göteborg und bei den Weltmeisterschaften im selben Jahr in Budapest fort. Der Höhepunkt ihrer Karriere waren die Olympischen Sommerspiele 1984 in Los Angeles, USA. Mit vier Goldmedaillen im Boden- (mit der Note 10), Schwebebalken-, Pferdsprung- und Mannschaftsturnen (mit der Note 10 am Schwebebalken) war Ecaterina Szabó die erfolgreichste Turnerin dieser Spiele. Lediglich 0,05 Punkte trennten sie von der fünften Goldmedaille, die im Einzelmehrkampf an die US-Amerikanerin Mary Lou Retton ging. Eine weitere Goldmedaille blieb ihr bis zu den Weltmeisterschaften 1987 in Rotterdam verwehrt. Da schaffte sie mit Rumänien das zweite WM-Mannschaftgold der Turngeschichte vor der Sowjetunion.

## Leben
Nach ihrem Rückzug von ihrer aktiven Laufbahn studierte Ecaterina Szabó Leibesübungen und Sport in Bukarest und arbeitete als Trainerin in Deva. Zu ihren erfolgreichen Schülern zählt Maria Olaru, Mehrkampf-Weltmeisterin 1999.
1991 heiratete sie das ehemalige Mitglied der Kajaknationalmannschaft Rumäniens, Cristian Tamas. Aus dieser Ehe gingen zwei Söhne, Lorenzo und Zeno, hervor. 1992 verließ die Familie Rumänien und lebt seither in Chamalières (Frankreich), wo Szabo als Trainerin arbeitet. 2000 wurde Ecaterina Szabó in die International Gymnastics Hall of Fame aufgenommen.

## Sportliche Erfolge
- Olympische Spiele:

| OS               | Disziplin     | Medaille |
| ---------------- | ------------- | -------- |
| Los Angeles 1984 | Bodenturnen   | Gold     |
| Los Angeles 1984 | Schwebebalken | Gold     |
| Los Angeles 1984 | Sprung        | Gold     |
| Los Angeles 1984 | Mannschaft    | Gold     |
| Los Angeles 1984 | Mehrkampf     | Silber   |

- Weltmeisterschaften:

| WM             | Disziplin     | Medaille |
| -------------- | ------------- | -------- |
| Budapest 1983  | Bodenturnen   | Gold     |
| Rotterdam 1987 | Mannschaft    | Gold     |
| Budapest 1983  | Mannschaft    | Silber   |
| Budapest 1983  | Sprung        | Silber   |
| Budapest 1983  | Stufenbarren  | Silber   |
| Montréal 1985  | Schwebebalken | Silber   |
| Montréal 1985  | Mannschaft    | Silber   |
| Budapest 1983  | Mehrkampf     | Bronze   |
| Rotterdam 1987 | Schwebebalken | Bronze   |

- Europameisterschaften:

| EM            | Disziplin    | Medaille |
| ------------- | ------------ | -------- |
| Göteborg 1983 | Bodenturnen  | Gold     |
| Göteborg 1983 | Stufenbarren | Gold     |
| Göteborg 1983 | Sprung       | Silber   |
| Helsinki 1985 | Sprung       | Silber   |
| Göteborg 1983 | Mehrkampf    | Bronze   |